# Mujercitas Terror
 (novembre 2018).
Mujercitas terror est un groupe de rock indépendant argentin, originaire de Buenos Aires,.

## Biographie
Le trio est formé par Marcelo Moreyra (guitare et voix), Daniela Zahra (basse et voix) et Federico Losa (batterie) à Buenos Aires à la fin de 1999. Après plusieurs changements de formation (dix membres étant passé) ; le groupe commence à jouer dans la scène underground de Buenos Aires, gagnant ainsi un public fidèle à son style. Ils se stabilisent réellement qu'en 2001.
Après plusieurs démos, ils publient en 2007, leur premier album, éponyme, indépendamment. L'album s'inspire de groupes comme The Birthday Party, The Jesus and Mary Chain et The Cramps.
Leur style musical encapsule le punk rock, le garage rock, le noise rock et le rock indépendant. Leurs paroles s'inspirent du côté obscur de l'être humain. Marcelo Moreyra explique que « l'obscurité et toutes ces choses viennent d'un sentiment qui est avant le groupe et surtout, c'est quelque chose d'inévitable ; seulement, avant je n'avais aucun moyen de les exprimer. Avec le groupe, je réalise que je ne suis pas le seul à le ressentir. Nous chantons seulement ce qui nous arrive et nous ne pensons pas que c'est sombre, il est très commun de faire du bien à un autre en disant tout le mal, quand nos chansons se terminent, ça se termine bien. On s'amuse toujours comme ça. Comme dans un train fantôme, le mal est déjà arrivé. »
En septembre 2016, le groupe joue pour la première fois en Espagne. En 2017, le groupe annonce et publie un nouvel EP, Nieblash.

## Discographie
- 2007 : Mujercitas Terror
- 2011 : Excavaciones
- 2012 : Mujercitas Terror - Mueran Humanos (split vinyle 7")
- 2015 : Fiesta Muda
- 2017 : Nieblash (EP)